# Borne (Haute-Loire)
Borne é uma comuna francesa na região administrativa de Auvérnia-Ródano-Alpes, no departamento de Alto Loire. Estende-se por uma área de 5,48 km². Em 2010 a comuna tinha 413 habitantes (densidade: 75,4 hab./km²).